# HD127924
HD127924 — хімічно пекулярна зоря спектрального класу B8, що має видиму зоряну величину в смузі V приблизно  9,2.
Вона  розташована на відстані близько 1405,8 світлових років від Сонця.